# Rabbe Axel Wrede
Rabbe Axel Wrede (Rabbe Wrede), född 16 juli 1851 i Anjala, död 16 februari 1938 i Anjala, var en finlandssvensk professor, rättslärd, friherre och politiker, av den finländska grenen av släkten Wrede.

## Biografi
Wrede blev juris doktor 1883. Han var professor i civillagfarenhet och romersk rätt 1885–1905, senare även professor i civilprocessrätt vid Helsingfors universitet. Rabbe Wrede blev rektor 1905. Han var kansler för Åbo Akademi 1918–1930.
Rabbe Wrede har haft stort inflytande på finländsk rätt och åtnjöt stort internationellt erkännande som processualist.
Hedersdoktor 1918 vid Lunds universitet, 1924 i Hamburg och 1926 i München. Han blev utländsk ledamot av den svenska Vetenskapsakademien 1924.
Rabbe Wrede tillhörde ridderskapet och adeln vid alla lantdagar 1877–1906. Han företrädde svenskheten i Finland och motståndet mot Ryssland. Han var förvisad under perioden juli 1904-februari 1905. Från december 1905 till juni 1909 var han vice ordförande i senatens justitiedepartement (motsv. "Högsta Domstolen"). 1910–1913 och 1917–1918 var han ledamot av enkammaren.
Han var en av grundarna till Svenska folkpartiet och var också aktiv inom intresseorganisationen Svenska Finlands folkting.

## Utmärkelser
- Sankt Stanislausorden, tredje klass,  1897[4]
- Storkorset av Finlands Vita Ros’ orden,  1919[4]
- Kommendör med stora korset av Nordstjärneorden,  1923[4]

[Redigera Wikidata]